# Gie Goris
Gie Goris (1955) is een Belgisch redacteur, auteur en bestuurder.

## Levensloop
Goris groeide op in een mijnwerkersgezin en behaalde een diploma elektriciteit-electronica in het secundair onderwijs. Vervolgens studeerde hij godsdienstwetenschappen aan de Katholieke Universiteit Leuven, alwaar hij in 1979 afstudeerde als licentiaat.
In 1980 ging hij aan de slag als educatief medewerker bij de ngo Broederlijk Delen-Welzijnszorg. In 1990 werd hij aangesteld als hoofdredacteur van Wereldwijd. Onder zijn bestuur fuseerde dit tijdschrift in 2003 met De Wereld Morgen tot MO*. Goris bleef hoofdredacteur tot aan zijn pensioen, eind september 2020. Hij werd opgevolgd in deze hoedanigheid door Jago Kosolosky.
Daarnaast was hij voorzitter van de vzw Open Doek, de organisator van het filmfestival van Turnhout, lid van de raad van bestuur van Africalia en Voorzitter van Madia 21, de koepel van onafhankelijke nieuwssites.